# Bricklehampton
Bricklehampton – wieś i civil parish w Anglii, w hrabstwie Worcestershire, w dystrykcie Wychavon. Leży 18 km na południowy wschód od miasta Worcester i 146 km na północny zachód od Londynu. W 2011 roku civil parish liczyła 220 mieszkańców. Bricklehampton jest wspomniana w Domesday Book (1086) jako Bricstelmestune.
Według językoznawcy Davida Crystala nazwa wsi, licząca 14 liter, jest najdłuższą angielskojęzyczną nazwą geograficzną w Wielkiej Brytanii bez powtarzających się liter